# Hrvatski pisci iz BiH, S
- Sabolek, Leona (Sarajevo, 2. studenoga 1950.), pjesnikinja i novinarka.
- Sančević, Mirko (Hrvatska Dubica, 1900. – Caracas, 1981.), pisac.
- Sančević, Zdravko (Crkvena, Teslić, 20. siječnja 1931.), pisac.
- Sarajlija, Ivo (Sarajevo, 1876. – Zagreb, 1. travnja 1914.), pjesnik.
- Sebečić, Josip (Volovlje kod Jastrebarskog, 24. veljače 1875. – Sarajevo, 9. srpnja 1933.), pisac i sakupljač narodnoga blaga.
- Selak, Jelica (Novi Travnik, 1952.), pjesnikinja.
- Senjić, Tvrtković, Pavao (Kreševo, 1891. – 1950.?), pjesnik.
- Sirovina, Miro (Pjevalovac, Derventa, 5. studenoga 1957.), pjesnik i novinar.
- Sivrić, Ivo (Međugorje, 15. kolovoza 1917.), pisac.
- Sitović, Šitović, Lovro (Ljubuški, 1682. – Šibenik, 28. veljače 1729.), pisac.
- Skenderija, Saša (Vitez, 1968.), pjesnik.
- Slamnig, Svevlad (Metković, 7. ožujka 1924.), pripovjedač, književni prevoditelj, esejist i književni kritičar.
- Softa, Ivan (Smokinje kraj Rasna, zapadna Hercegovina, 1906. – 1945.), pripovjedač i romanopisac.
- Soldo, Marinko (Donje Kolibe, Bosanski Brod, 20. svibnja 1955.), pjesnik i esejist.
- Soldo, Ružica (Dobrkovići, Široki Brijeg, 27. veljače 1956.). pjesnikinja, profesorica, dipl. novinarka, spisateljica, slikarica, borkinja za ljudska prava i humanitarka.
- Stražemanac, Kopijarević, Ivan (Stražeman, 1678. – Velika kod Požege, 1758.), ljetopisac.
- Stojak, Slavica (Travnik, 1971.), pjesnikinja.
- Stojić, Mile (Dragićina, Čitluk, 24. veljače 1955.), pjesnik, književni kritičar, publicist, antologičar, prevoditelj s njemačkoga jezika.
- Stojić, Miljenko (Dragićina, Čitluk, 1. travnja 1960.), pjesnik, pisac za djecu, kritičar, prevoditelj.
- Strukić, Ignacije (Kreševo, 31. srpnja 1860. – 29. rujna 1906.), pisac.
- Sučić, Stipe Ivo (Miši, Livno, 1956.), pjesnik.
- Sunarić, Antonije (Derventa, 18. travnja 1880. – ?), pripovjedač i pjesnik.
- Sundečić, Jovan (Golinjevo kod Livna, 24. lipnja 1825. — Kotor, 19. srpnja 1900.), pjesnik
- Sušac, Gojko (Blatnica, Mostar, 25. listopada 1941.), pjesnik i esejist.
- Sušac, Mate (Čitluk, 10. prosinca 1938.), pjesnik i romanopisac.
- Suško, Mario (Sarajevo, 17. prosinca 1941.), pjesnik, esejist, prevoditelj s engleskoga i na engleski jezik.